# Drosera broomensis
Drosera broomensis es una pequeña especie de planta perenne perteneciente al género de plantas carnívoras Drosera. Es endémica de Australia Occidental.

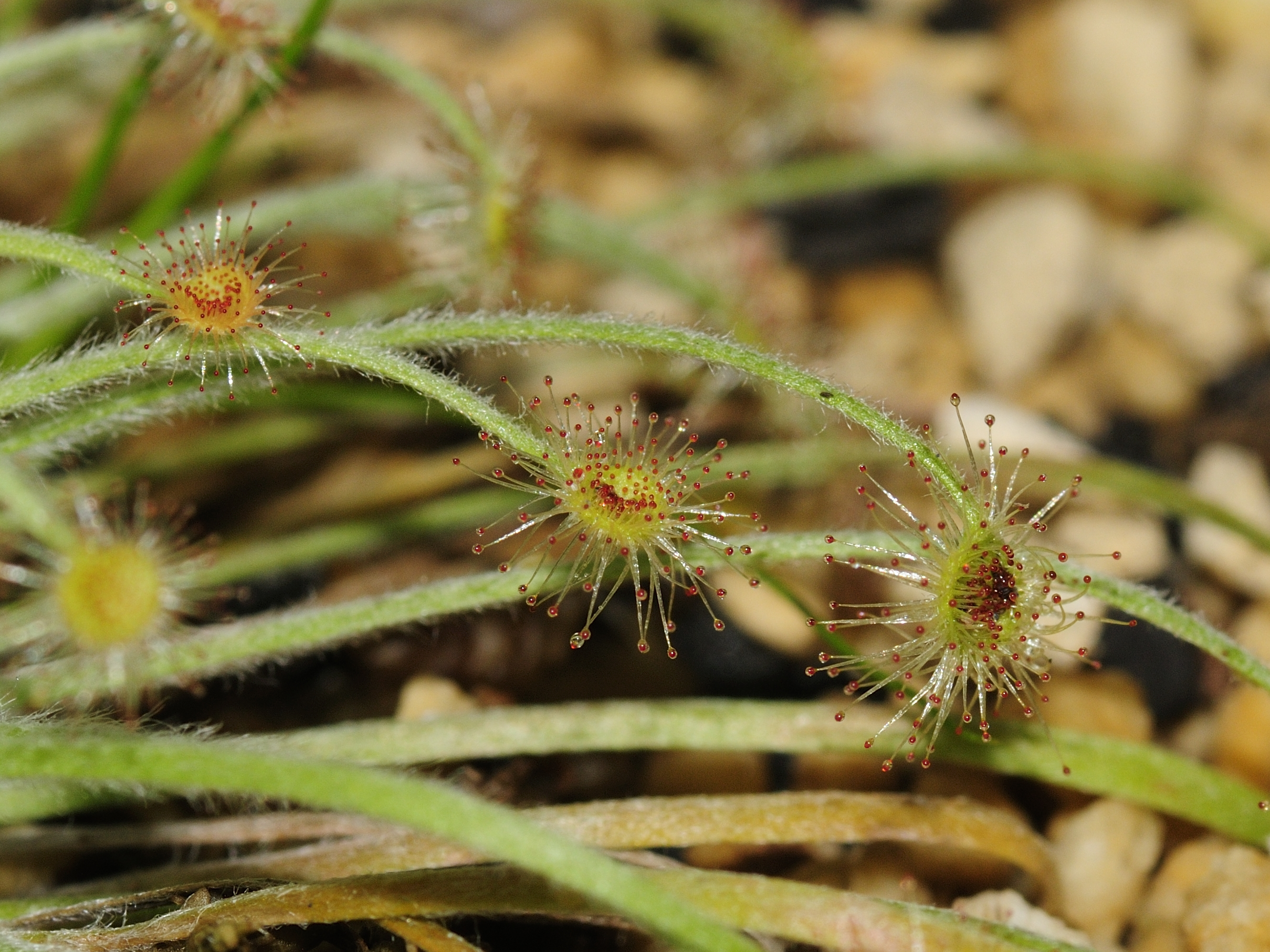
Detalle de la planta

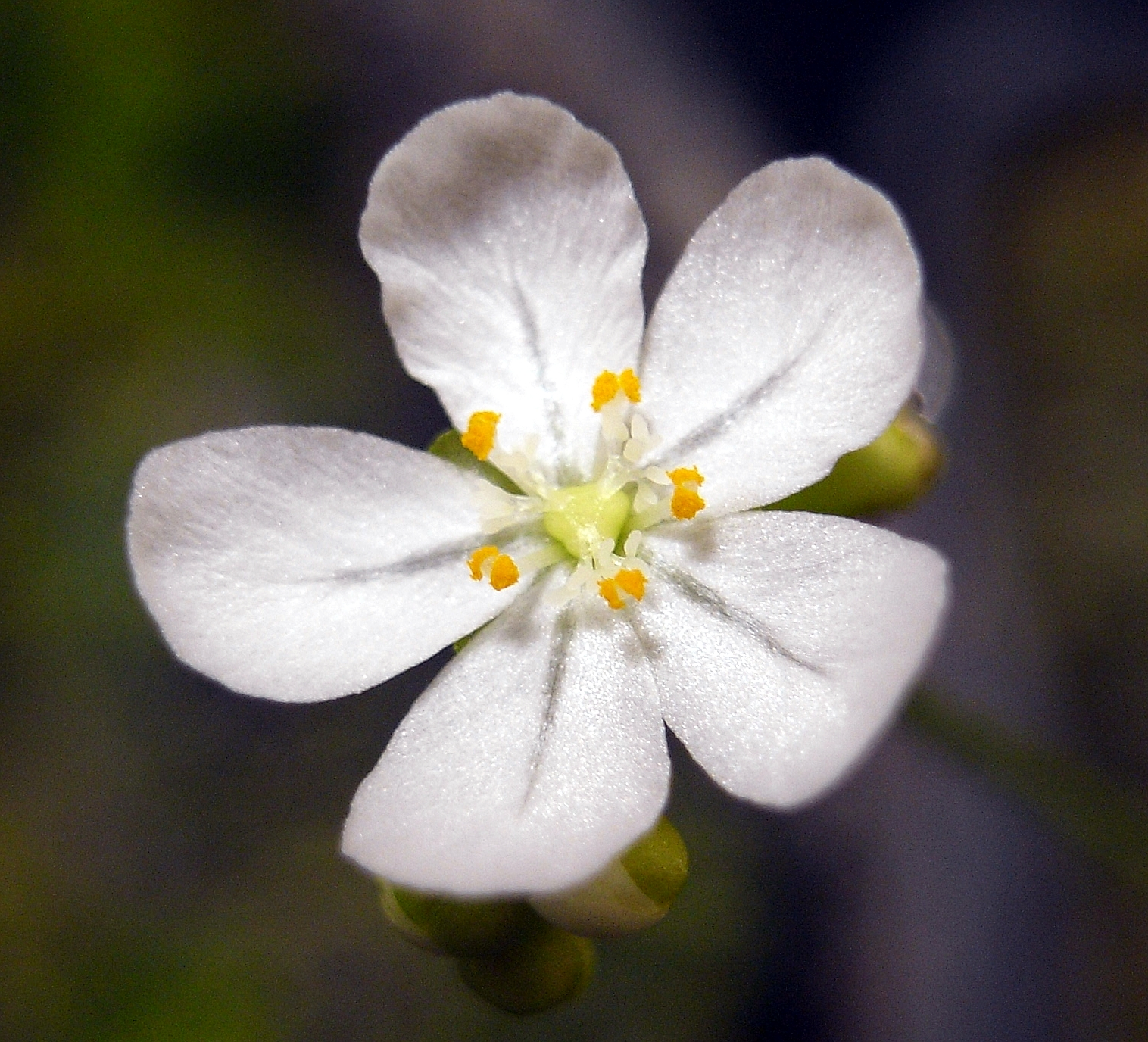
Flor

## Descripción
Sus hojas están dispuestas en una pequeña roseta, de la que emergen de una hasta cuatro inflorescencias. Produce flores blancas en febrero y marzo. D. broomensis crece en suelos arenosos hacia el norte y noreste de Broome en la región de Kimberley. 

## Taxonomía
Drosera broomensis fue descrita por primera vez por Allen Lowrie en 1996, aunque las muestras se habían recogido antes de 1891. Fue publicado en Nuytsia 11: 57. 1996.
Etimología
Drosera: tanto su nombre científico –derivado del griego δρόσος (drosos): "rocío, gotas de rocío"– como el nombre vulgar –rocío del sol, que deriva del latín ros solis: "rocío del sol"– hacen referencia a las brillantes gotas de mucílago que aparecen en el extremo de cada hoja, y que recuerdan al rocío de la mañana.
broomensis: epíteto que se refiere a la región en la que crece. Está estrechamente relacionada con Drosera petiolaris y se diferencia de otras especies relacionadas por su inflorescencia glabra.